# Симаков, Вячеслав Васильевич
Вячеслав Васильевич Симаков (род. в марте 1936, Костино (ныне в составе г. Королёва), Московская область) — советский футболист, вратарь.

## Биография
Воспитанник московской ДЮСШ «Фили». В 1955 году выступал за дубль московского «Динамо», сыграл 7 матчей в первенстве дублёров. В 1956 году дебютировал в соревнованиях мастеров в составе «Авангарда» (Челябинск).
В середине сезона 1956 года перешёл в свердловский ОДО, в его составе 18 сентября 1956 года дебютировал в классе «А» в игре против ленинградского «Зенита» (1:3). Всего в составе армейского клуба сыграл 4 матча и пропустил 8 голов. В следующем сезоне выступал за московское «Торпедо», провёл в классе «А» один матч — против куйбышевских «Крыльев Советов».
В конце 1950-х годов играл за команды класса «Б» — «Авангард» (Харьков), «Труд» (Рязань), «Красное Знамя» (Витебск). В 1960 году перешёл в кишинёвскую «Молдову» и сыграл 6 матчей в классе «А». Затем снова играл в Рязани. В 1964 году сыграл один матч в классе «А» за минское «Динамо» — 20 апреля 1964 года против киевских одноклубников. В конце карьеры выступал за «Металлург» (Запорожье).
Всего в высшей лиге СССР сыграл 12 матчей.
Дальнейшая судьба неизвестна.